# Jérôme Kerviel

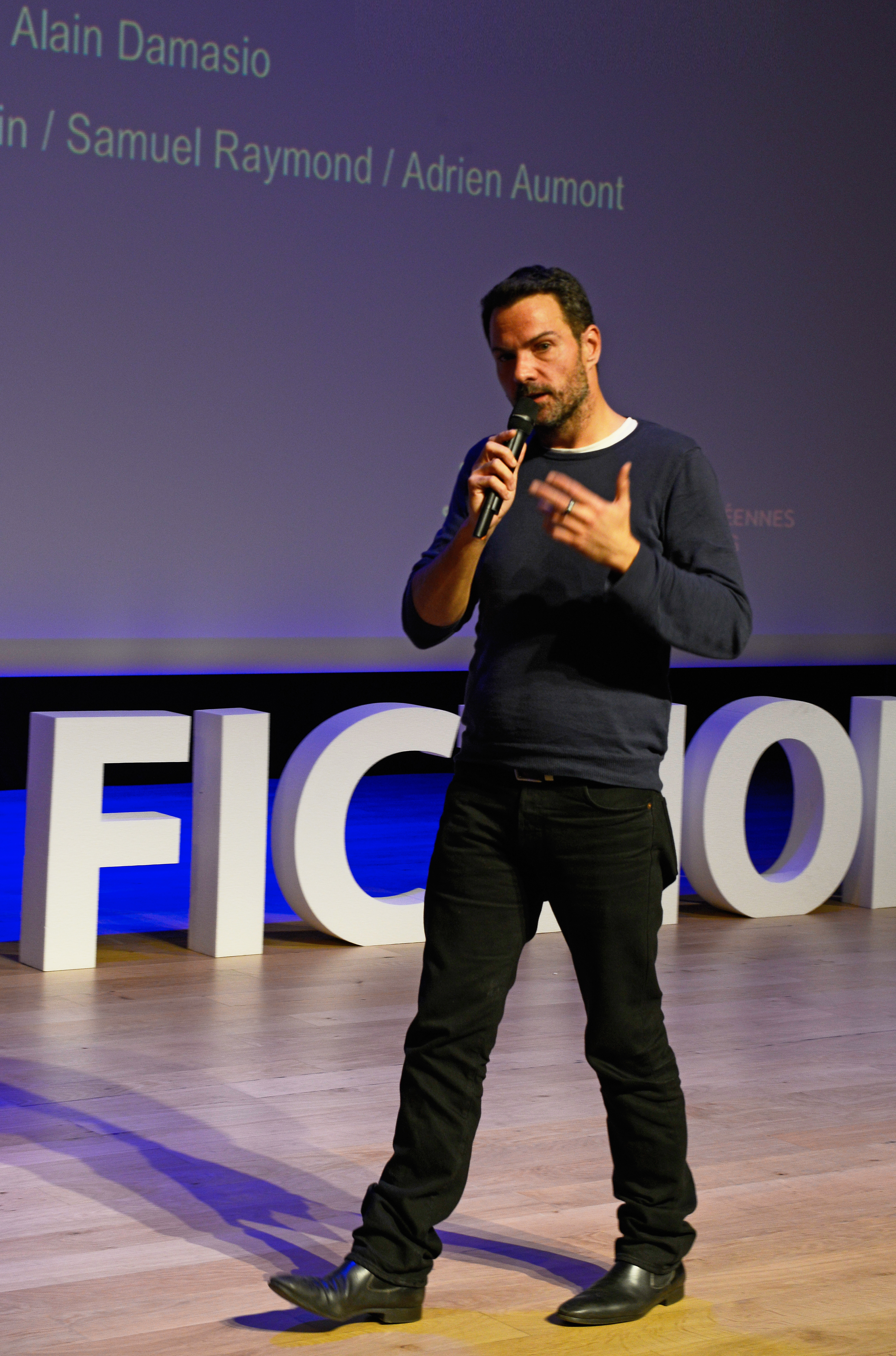
Jérôme Kerviel

Jérôme Kerviel (Pont-l'Abbé, 11 januari 1977) is een Franse effectenhandelaar die ervan wordt verdacht met zijn ongeoorloofde speculaties op de futuremarkt, zijn werkgever Société Générale aan het begin van 2008, met een verlies van 4,9 miljard euro opgezadeld te hebben. Volgens een andere marktpartij heeft Kerviel € 1,5 miljard verloren op zijn posities, en is de resterende € 3,4 miljard veroorzaakt door het afwikkelen van de posities door SocGen, nadat de ongeoorloofde transacties waren ontdekt.
Kerviel was sinds het jaar 2000 werkzaam voor deze op een na grootste Franse bank. Aanvankelijk werkte hij op een controle-afdeling van de bank (middle office). Uiteindelijk kreeg hij een functie op de meer prestigieuze handelsafdeling (front office). Hij kwam terecht op de Delta One-afdeling, die zich bezighoudt met arbitrage in futures en exchange-traded funds. Als handelaar bleek Kerviel geen ster. Zijn salaris, inclusief bonus, kwam namelijk nooit boven de € 100.000 per jaar uit, hetgeen voor effectenhandelaren relatief bescheiden te noemen is.

## Fraude
Door zijn eerder opgedane kennis van het controlesysteem bij de bank wist Kerviel te verhullen dat hij eind 2007 en begin 2008 grootschalig aan het speculeren was op een stijging van de DAX-index en de Eurostoxx-index. Voor deze speculatieve bezigheden, had hij een fictief bedrijf opgericht. Kerviel heeft zich niet direct verrijkt met deze handel, in het geval dat hij met zijn speculaties succes zou hebben gehad, zou hij de winst hebben teruggesluisd, ervan uitgaande dat hij dan een hogere bonus in de wacht zou hebben gesleept. Bij het opstellen van de jaarcijfers over 2007 werd de fraude ontdekt en op 24 januari 2008 bekendgemaakt. Door de gigantische longposities die Kerviel had opgebouwd, kostte het de bank veel moeite om deze in de markt te verkopen. Geruchten gaan dat de enorme koersdalingen die in januari 2008 op de beurzen van Europa plaatsvonden deels door de verkopen van de Société Générale zijn verergerd.

## Positie
Met het blijven kopen van futures heeft Kerviel een positie opgebouwd van ongeveer 50 miljard euro. Dit was verdeeld over 18 miljard in de DAX Index, 30 miljard in de Dow Jones Euro Stoxx 50 index en 2 miljard in de Britse beursgraadmeter de FTSE. Dit zijn ongeveer 100.000 contracten op de FTSE en DAX geweest en 800.000 contracten in de Eurostoxx. Met het afwikkelen van deze posities tussen 21 en 23 januari 2008 had SocGen een marktaandeel van 3,1 % in de FTSE futures, 7,8% op de DAX en ten slotte 8,2% op de Eurostoxx futures.

## Gevolgen
Naast Kerviel werden ook zijn directe superieuren onmiddellijk ontslagen. Deze zaak is vergelijkbaar met die van Nick Leeson bij de Barings Bank uit 1995, alleen is de zaak Kerviel qua bedrag ruim driemaal zo groot. Het gaat om de grootste bankfraudezaak ooit door een effectenhandelaar. Verscheidene Franse media berichtten op 26 januari 2008 dat Kerviel in voorlopige hechtenis was genomen en werd verhoord door de politie. Op 28 januari werd hij, onder voorwaarden, in vrijheid gesteld. Het gerechtelijk vooronderzoek werd voortgezet. Korte tijd later, op 8 februari, werd hij weer in hechtenis genomen in verband met de vrees dat hij zou vluchten of bewijs zou verdoezelen. Op 18 maart werd bekend dat zijn voorlopige hechtenis was geschorst.

## Strafzaak
Op 8 juni 2010 ging de strafzaak tegen Kerviel van start, waarbij hem valsheid in geschrifte en misbruik van vertrouwen ten laste werd gelegd. Kerviel voerde aan dat zijn werkgever bekend was met zijn transacties, doch de daarmee gepaard gaande overschrijdingen van de interne voorschriften door de vingers zag zolang er winst uit voortvloeide. Kerviel gaf op de tweede zittingsdag desgevraagd wel toe dat hij transacties gefingeerd had om zijn "positie" te verdoezelen, doch dat het hoofd van de handelsdesk daarvan op de hoogte was. Handelslimieten zouden veelvuldig overschreden zijn geweest. Zijn raadslieden voerden aan dat de verliezen minder hoog zouden zijn geweest indien Société Générale niet, na ontdekking van het probleem, de posities direct gesloten had. Op 25 juli werd tegen Kerviel vijf jaar celstraf, waarvan één jaar voorwaardelijk, geëist.
Op 5 oktober 2010 werd Kerviel veroordeeld tot een celstraf van 3 jaar (en 2 jaar voorwaardelijk); tevens moest hij zijn voormalige werkgever de door hem aangerichte schade van € 4,9 miljard vergoeden. Dit werd op 24 oktober 2012 in beroep bevestigd.